# (10638) McGlothlin
(10638) McGlothlin (1998 SV54) – planetoida z pasa głównego asteroid okrążająca Słońce w ciągu 5,62 lat w średniej odległości 3,16 j.a. Odkryta 16 września 1998 roku.